# Ciara Bravo
Ciara Bravo, all'anagrafe Ciara Quinn Bravo (Alexandria, 18 marzo 1997), è un'attrice, doppiatrice e modella statunitense, nota per aver interpretato il ruolo di Katie nella serie Big Time Rush, per quello di Melissa Bing nel film televisivo Il grande colpo (Swindle) e per quello di Emma Chota nella serie Red Band Society, versione statunitense di Braccialetti rossi.

## Biografia

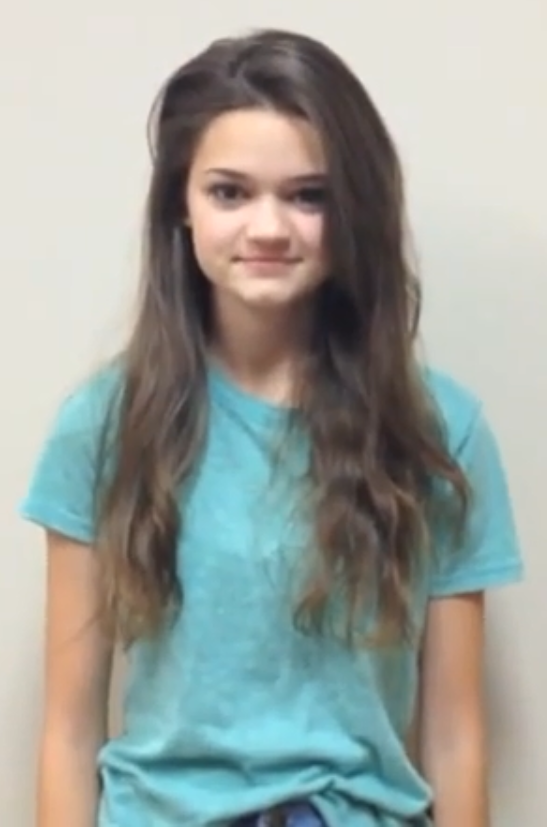
Ciara Bravo nel 2013.

Ciara Bravo è nata ad 18 marzo 1997 ad Alexandria in Kentucky, da madre Tammy Bravo e da padre Mike Bravo, e ha un fratello che si chiama Jaxon Bravo e una sorella che si chiama Rikkel Bravo. Ha frequentato la Summit Country Day School nelle vicinanze di Cincinnati, in Ohio.

## Carriera
Ciara Bravo all'età di nove anni ha partecipato al Model and Talent Expo, presentato da Mike Beaty a Dallas, in Texas. È stata scoperta da Bryan Leder e Frederick Levy di Management 101. Ciò ha portato a diverse voci fuori campo per Playhouse Disney e Can You Teach My Alligator Manners?, un'apparizione nel video musicale di Willow Smith Knees and Elbows e diversi spot pubblicitari.
Nel 2008 ha continuato a fare audizioni e ha recitato in diversi spot pubblicitari locali per l'Acquario di Newport e ha fatto una breve apparizione come ragazza italiana nel film di successo Angeli e demoni (Angels & Demons).
Ciara Bravo ha recitato in due cortometraggi, Lost Sheep (o The Cafeteria) e Washed Up; e nella serie televisiva di Nickelodeon Big Time Rush e nella serie televisiva di Fox Red Band Society. Nel 2013 ha interpretato il ruolo di Melissa Bing nel film televisivo Il grande colpo (Swindle) diretto da Jonathan Judge.
È anche una doppiatrice; ha fornito la voce di Giselita nel franchise di Open Season. Ha anche recitato in Happiness Is a Warm Blanket, Charlie Brown, Agente Speciale Oso (Special Agent Oso) e I pinguini di Madagascar (The Penguins of Madagascar).
Nel 2017 è apparsa anche nel film To the Bone, che richiama l'attenzione sull'anoressia.

## Filmografia

### Attrice

#### Cinema
- Angeli e demoni (Angels & Demons), regia di Ron Howard (2009)
- My Dog's Christmas Miracle, regia di Michael Feifer (2011)
- Cattivi vicini 2 (Bad Neighbours 2), regia di Nicholas Stoller (2016)
- Fino all'osso (To the Bone), regia di Marti Noxon (2017)
- The Long Dumb Road, regia di Hannah Fidell (2018)
- Cherry - Innocenza perduta (Cherry), regia di Anthony e Joe Russo (2021)
- Coast, regia di Jessica Hester e Derek Schweickart (2021)
- Small Engine Repair, regia di John Pollono (2021)

#### Televisione
- Big Time Rush – serie TV, 72 episodi (2009-2013)
- Big Time Movie, regia di Savage Steve Holland – film TV (2012)
- Kinect Star Wars: Girly Vader, regia di Sean Andrew Faden e Paul J. Morra – film TV (2012)
- Super Ninjas (Supah Ninjas) – serie TV, episodio 2x06 (2013)
- Il grande colpo (Swindle), regia di Jonathan Judge – film TV (2013)
- I fantasmi di casa Hathaway (The Haunted Hathaways) – serie TV, episodio 1x20 (2013)
- I Murphy (Jinxed), regia di Stephen Herek – film TV (2013)
- Red Band Society – serie TV, 13 episodi (2014-2015)
- Second Chance – serie TV, 11 episodi (2016)
- NCIS - Unità anticrimine (NCIS: Naval Criminal Investigative Service) – serie TV, episodio 14x01 (2016)
- Agents of S.H.I.E.L.D. – serie TV, episodio 5x03 (2017)
- Wayne – serie TV, 10 episodi (2019)
- Into the Dark – serie TV, episodio 1x12 (2019)
- A Teacher: Una storia sbagliata (A Teacher) – miniserie TV (2020)

#### Cortometraggi
- The Cafeteria, regia di David Donnelly (2009)
- Washed Up, regia di Matthew Gallagher (2009)
- Dominique's Baby, regia di Joseph Ruggieri (2017)
- The Final Girl Returns, regia di Alexandria Perez (2019)

### Doppiatrice

#### Televisione
- Can You Teach My Alligator Manners? – serie TV, 2 episodi (2008)
- Agente Speciale Oso (Special Agent Oso) – serie TV, episodi 1x4 (2009)
- Boog & Elliot 3 (Open Season 3), regia di Cody Cameron – film TV (2010)
- Happiness Is a Warm Blanket, Charlie Brown, regia di Andrew Beall e Frank Molieri – film TV (2011)
- I pinguini di Madagascar (The Penguins of Madagascar) – serie animata (2012)

#### Cortometraggi
- L'era glaciale presenta: L'era Natale (Ice Age: A Mammoth Christmas), regia di Karen Disher (2011)

## Doppiatrici italiane
Nelle versioni in italiano dei suoi film e delle sue serie TV, Ciara Bravo è stata doppiata da:
- Sara Labidi[16] in Big Time Rush[17], Big Time Movie[17]
- Valentina Pallavicino[18] in I Murphy, ne Il grande colpo[19]
- Margherita De Risi[20] in Red Band Society[21], in Fino all'osso
- Agnese Marteddu[22] in Second Chance[23], in Into the Dark[24]
- Letizia Ciampa[25] ne I fantasmi di casa Hathaway[26]
- Emanuela Ionica[27] in Cherry - Innocenza perduta

## Riconoscimenti
- Young Artist Award
  - 2012: Candidata come Miglior interpretazione da parte di una giovane attrice non protagonista in una serie televisiva per Big Time Rush